# Heinrich Grüber
Heinrich Grüber (Stolberg, 24 juni 1891 – West-Berlijn, 29 november 1975) was een Duits theoloog van gereformeerde huize. Hij geniet bekendheid als tegenstander van het nazisme.

## Levensloop

### Jonge jaren
Grüber werd vlak bij de Nederlandse grens geboren. Zijn moeder kwam uit het Limburgse dorp Gulpen. Grüber sprak zelf vloeiend Nederlands. Zijn vader was leraar. Als protestant groeide hij op in een overwegend Rooms-katholieke regio. Grüber rondde in 1910 het gymnasium in Eschweiler af en ging vervolgens filosofie, geschiedenis en theologie studeren aan de Rheinische Friedrich-Wilhelms-Universiteit in Bonn en aan de Humboldtuniversiteit te Berlijn. In 1913 besloot Grüber predikant te worden. Dankzij een beurs kon hij van 1913 tot 1914 studeren aan de Rijksuniversiteit Utrecht. Daarna werd hij benoemd tot hulpredikant in een protestantse kerk in Beyenburg.

### Predikant
Een jaar na de uitbraak van de Eerste Wereldoorlog werd Grüber opgeroepen voor militaire dienst. Hij bleef tot 1918 in dienst. Aan het begin van dat jaar begon hij met een opleiding voor legerpredikant. In 1920 werd hij bevestigd tot predikant en verbond zich aan een gemeente in Dortmund. Drie jaar later moest hij tijdelijk uitwijken vanwege de Franse bezetting van het Rijnland. Van 1926 tot 1933 was Grüber verbonden aan een jongerenonderwijsinstelling in Templin. Daarnaast zette hij een werkverschaffingsproject op voor werklozen. Na de machtsovername van de nazi's in 1933 trok Grüber zich terug bij het werkverschaffingsproject omdat het opging in de Reichsarbeitsdienst. Ook sloot hij zich aan Pfarrernotbund die niets moest weten van het nazisme.

### Verzet tegen de nazi's
Grüber werd in februari 1934 aangesteld tot predikant in Berlin-Kaulsdorf. Veel kerkleden waren aangesloten bij de Deutsche Christen en moesten niets weten van Grübers verzet tegen de nazi's. Grüber sprak zich namelijk uit tegen het Duitse sterilisatieprogramma, de persoonlijkheidscultus rond Adolf Hitler en hij toonde sympathie met de Joden. De preken van Grüber trokken veel gelijkgestemden uit andere kerkelijke gemeenten. Daardoor ontstond er binnen de kerkelijke gemeente in Kaulsdorf een groep van de Bekennende Kirche.
Adolf Hitler schreef voor 29 maart 1936 een referendum uit waarin de Duitse bevolking gevraagd werd in te stemmen met de bezetting van het Rijnland en om het mandaat van de zittende Rijksdag te verlengen. Dit referendum viel op Palmzondag waar traditioneel veel jongvolwassenen belijdenis deden van hun geloof. Daarbij was vaak veel familie aanwezig. De Duitse regering vreesde daardoor een lage opkomst en stelde voor om de belijdenisdiensten te verplaatsen. Veel kerken waren niet enthousiast over dit voorstel, maar legden zich erbij neer. Grüber was een van de weinige voorgangers die de belijdenisdienst wel liet doorgaan. Hij werd daarom terecht gewezen door de regionale synode van. De plaatselijke NSDAP-leider dreigde met het concentratiekamp.
Vanaf 1936 was Grüber ook predikant van de Nederlandstalige protestantse gemeente in Berlijn. In de periode daarna sprak hij zich regelmatig uit tegen de toenemende Jodenvervolging. Hij was daarmee een uitzondering binnen de Bekenende Kirche. Zelfs veel protestantse Joden werden niet geholpen door hun geloofsgenoten. Grüber richtte in 1938 de hulporganisatie Hilfsstelle für nichtarische Christen op, dat ook bekend kwam te staan als Bureau Grüber. De organisatie hielp Joodse christenen bij de emigratie naar het buitenland en stond hen pastoraal bij. Daarnaast zorgden zij voor voedsel en medicijnen voor concentratiekampgevangenen Voor de organisatie werkte vijfendertig mensen.
Tijdens Kristallnacht in november 1938 werden twaalfhonderd Joodse Berlijners opgepakt en opgesloten in het concentratiekamp Sachsenhausen. Een paar Joodse mannen kwamen bij Grübers pastorie en verscholen zich in zijn volkstuin. De nazi's lieten alleen Joodse gevangenen vrij als ze direct emigreerden naar het buitenland. Hen vrij krijgen werd het hoofddoel van de organisatie. Grüber reisde meerdere keren naar Nederland en het Verenigd Koninkrijk met als doel om visa te verkrijgen. Daardoor kwam hij weinig meer toe aan zijn predikantswerk.
Vanaf september 1939 viel Grübers organisatie onder het toezicht van Adolf Eichmann. De Jodenvervolging ging in diezelfde tijd een nieuwe fase in. De autoriteiten begonnen Joden over te brengen naar bezet Polen. In februari 1940 zouden twaalfhonderd Joodse mannen vanuit Stettin en omgeving gedeporteerd worden naar Lublin. Grüber kreeg hier lucht van en wist dit via de Pruisische minister-president Hermann Göring te voorkomen. Dit werd hem door lagere overheidsfunctionarissen niet in dank afgenomen.
Vijfenzestighonderd Duitse Joden uit Baden en Palts werden in oktober 1940 gedeporteerd naar een Frans gevangenenkamp in Gurs. Grüber kreeg via Hans von Dohnanyi van de Abwehr, de zwager van Dietrich Bonhoeffer, een paspoort, maar werd in december 1940 gearresteerd, voordat hij kon afreizen naar Frankrijk. Aanvankelijk werd hij opgesloten in Sachsenhausen, vanaf september 1941 verbleef Grüber in Dachau. Zijn rechterhand Werner Sylten moest de hulporganisatie ontmantelen.
Grüber werd op 23 juni 1943 vrijgelaten. Hij moest een verklaring ondertekenen waarin hij beloofde zijn hulpverleningsactiviteiten stop te zetten. Dat deed hij ook. Hij bleef zich wel inzetten voor de Bekennende Kirche en vertelde in verschillende diensten over zijn ervaringen in de concentratiekampen. Na de verovering van Kaulsdorf door het Rode Leger hielp Grüber met het verbergen van meisjes en vrouwen voor wie verkrachting dreigde. Kort daarna pakte hij zijn hulpverleningswerk voor Joden weer op en ving Joodse concentratiekampgevangenen op.

### Naoorlogse jaren
Door de noodgemeenteraad van Berlijn, die door de Sovjets geïnstalleerd was, werd Grüber benoemd tot adviseur in kerkelijke zaken. In juli 1945 werd hij benoemd tot predikant in de Nikolaikirche. Daarmee kwam er een einde aan zijn tijd in Kaulsdorf. In 1947 was hij een van de oprichters van de Vereniging van vervolgden van het naziregime, waar hij tot 1948 in het bestuur zat. Een jaar later verhuisde hij naar West-Berlijn. Door de Evangelische Kerk in Duitsland werd Grüber benoemd tot contactpersoon met de ministerraad van de DDR. In Dachau en Sachsenhausen had hij veel communisten leren kennen, waardoor hij daarvoor de aangewezen persoon leek. In 1958 verbrak de DDR de banden met Grüber, in 1964 werd hem de toegang tot het land ontzegd. Een paar jaar eerder was Grüber tijdens het proces tegen Adolf Eichmann in Israël de enige Duitse getuige van niet-Joodse afkomst.

## Persoonlijk
Grüber was getrouwd met Margarete Vits (1899-1986). Samen kregen zij drie kinderen. Van het Israëlische holocaustcentrum Yad Vashem ontving hij in 1964 de eretitel Rechtvaardige onder de Volkeren.
- Gemeinsame Normdatei: 118698346
- International Standard Name Identifier: 0000 0001 1763 3734
- Library of Congress Control Number: n94043453
- Nationale Bibliotheek van Letland: 000107218
- Nationale Bibliotheek van Tsjechië: skuk0002794
- Nationale Bibliotheek van Israël: 987007262135305171
- Nederlandse Thesaurus van Auteursnamen: 07096131X
- Istituto Centrale per il Catalogo Unico: VIAV162337
- Système universitaire de documentation: 081595379
- Virtual International Authority File: 52145805